# Kapelle (Engetried)

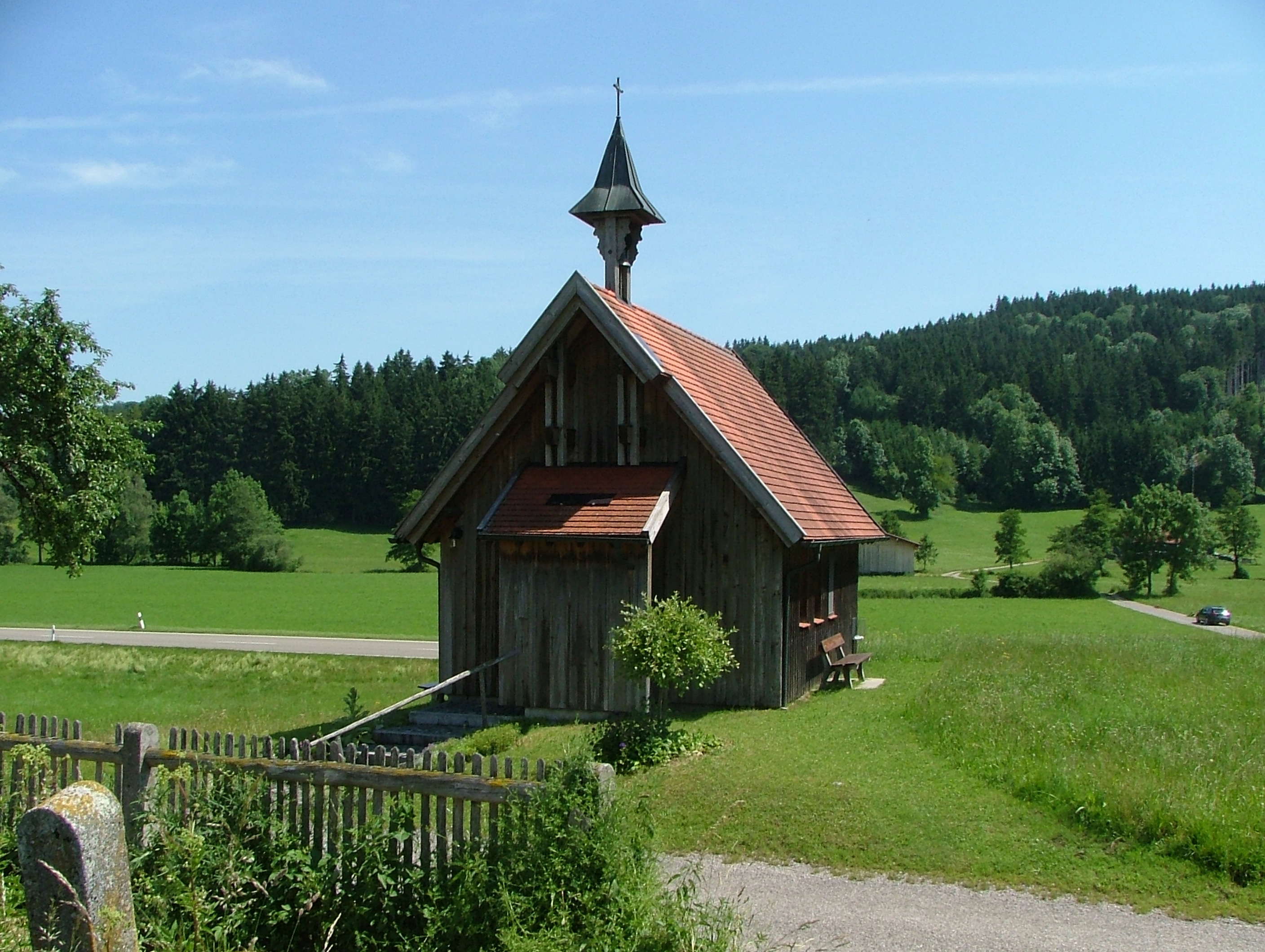
Kapelle in Stein

Die römisch-katholische Kapelle in Stein, einem Ortsteil von Markt Rettenbach im Landkreis Unterallgäu (Bayern), wurde im 17. oder 18. Jahrhundert errichtet. Sie steht unter Denkmalschutz.

## Baubeschreibung
Die Kapelle besteht aus einem kleinen rechteckigen Raum, an den sich durch einen gedrückten Chorbogen der halbrund geschlossene Chor anschließt. Der Kapellenraum ist mit einer Flachdecke versehen. In die Kapelle führt eine stichbogige Tür, ebenfalls sind stichbogige Fenster eingesetzt.

## Ausstattung
Der Altar besteht aus einer gemauerten Mensa, auf dieser befindet sich ein vermutlich um 1700 geschaffenes Retabel. Es besteht aus einem gesprengten Giebel und enthält ein modernes Bild. Der Kreuzweg stammt aus dem 18. Jahrhundert und ist handwerklich ausgeführt. Das mit 1551 bezeichnete überlebensgroße Kruzifix stellt ein eindrucksvolles Werk volkstümlicher Kunst dar. Es besteht aus Holz und ist gefasst. Die beiden Engelsputten stammen aus der ersten Hälfte des 18. Jahrhunderts. Die sechs Bänke des Gestühls wurden im 18. Jahrhundert aus Nadelholz gefertigt und besitzen geschwungene Wangen.